# Zolmen Rozental
Zolmen Rozental ['zolmən 'rozəntal] (idiș זלמן ראָזענטאַל‎ sau în ebraică זלמן רוזנטל Zalman Rosental) (1889, Telenești, jud. Orhei, Basarabia — 19 martie 1959, Chișinău) a fost un scriitor, jurnalist și culegător de folclor de naționalitate evreiască din Basarabia. A scris în limbile idiș și ebraică.

## Biografie
Zolmen Rozental a fost unul dintre cei 10 copii ai unui arendaș din Telenești, Strul (Israel) Rozental. Unchiul său patern a fost scriitorul idiș Lazar-David Rozental. După absolvirea școlii elementare heder, a dat examene la fără frecvență și a fost admis în clasa a opta la un gimnaziu din Odesa. Apoi a fost admis la universitatea din Novorossiisk.
În 1914  a înființat la Telenești școala evreiască, unde a predat până în 1919, când s-a mutat la Chișinău.

## Activitatea literară
A debutat în 1910 cu nuvele în gazeta Unzer Lebn ( Viața noastră), editată la Varșovia de  Mordhe Spector. A folosit pseudonimul Ș. Așkenazi. În presa din Odesa a publicat poezii și schițe, iar în anul 1917 era angajat ca redactor la gazeta Dos naie Lebn ( „Viața nouă”). Începând din 1917, a urmat publicarea unor volume de poezii și nuvele pentru copii, adolescenți și adulți: Lidălăch („Cântece”, 1918), Dos Vundăr Țigl („Căprița fermecată”, 1919), Unter Eliohus Boim (Unter Eliahus Baum; „Sub copacul lui Ilie”, 1919), Dos Naie Lebn („Viața nouă”, nuvele, 1919), Dos Țigălă bam Vigălă; „O căpriță lângă leagăn”), Der Crecimăr („Cârciumarul”), Maisălăh far Kinder (Mejselech far Kinder; „Povești pentru copii”).
La Chișinău, în anii 1920-1922) s-a ocupat de redactarea ziarului Der Yid („Evreul”). Din 1923 și până în 1938 (când în România a fost interzisă presa de limbă idiș), Rozental a fost redactorul unicului ziar evreiesc Undzăr Țait ( „Timpul nostru”), care avea cel mai bun rating (27%) dintre cele 22 de periodice evreiești basarabene. Ziarul avea circulație și în alte țări.
Tot la Chișinău, Rozental a editat, între anii 1925-1928, revista pentru copii Far idișn Kind („Pentru copilul evreu”), supliment al ziarului Undzăr Țait. În 1936 a condus colegiul de redacție al revistei pentru copii în limba ebraică Eșkolot, la care colaborau în anii  1923-1929 Iacov Fihman și Simha Ben-Țion.
Rozental a fost corespondent al periodicelor Die Velt („Lumea”, din Berlin), Literarishe Bletter („Foi literare”, din Varșovia), Ereț-Yisroel-Țaitung („Ziarul Eretz Yisrael”, din Tel Aviv) etc.
În deceniul 1920-1930 a publicat regulat în ziare nuvele din viața evreilor basarabeni. Au fost adunate parțial într-un volum întitulat Fun mein Heim („Din casa mea” sau „Din patria mea”) și tipărit în 1936.
În anii 1926-1927 s-a ocupat de reportajele de presă dedicate procesului intentat lui Scholom (Salomon) Schwartzbard, asasinul lui Simon Petliura (Der Schwarzbard proțess, Chișinău).
Rozental a vizitat Palestina de trei ori, iar în 1938 a publicat la Chișinău) o carte de proză de călătorie, Unzer Land („Țara noastră”). A tradus din română în idiș romanul lui Eugen Herovanu „Jertfă veșnică” (în idiș Der eibiker Korbn), avându-i coautori pe K. A. Bertini (Golergant)  și D. Vinnițki. A redactat în limba ebraică volumele cu caracter didactic Min haTzad („Dintr-o parte", 1938) și Pinkasi („Caietul”, 1939), în colaborare cu Iakov Kucer, Pradot („Catârce”, 1935), publicate în seria didactică Tarbut în Basarabia (1938-1939).

## Folclorist
Începând din 1910, Zolmen Rozental s-a ocupat cu cercetarea foclorului evreiesc din Basarabia. A adunat peste 300 de cântece populare. Ultima treime din acesta a fost inclusă în volumul Reșumot, editat la Tel Aviv în 1919 de Haim Nahman Bialik, I. H. Ravnițki și A. Druianov; restul culegerilor de folclor a fost publicat tot la Tel Aviv, în 1927, în volumul Reșumot 2. A scris un număr mare de texte pentru cântece în stil folcloric, care au devenit cântece populare, de exemplu "Ba dem Taihl"(La râu), "S'îzr Țebrohn Undzer Dehl"(E stricat acoperișul nostru), "S'îz a frost- S'îz a mehaie" (Afară e frig- e fermecător), Ba dem ștetl șteit a știbl ("Se înalță în tîrg o căsuță", 1925) cu melodia cantorului Moișe Oișer. Ultimul cântec este foarte popular până în zilele noastre în mediul klezmerilor , totalizând peste 20 de înregistrări, prima fiind cea a lui Moișe și Fredălă Oișer. Un mare număr de glume, bancuri și istorioare hazlii (1935-1938) au fost alcătuite de Rozental

## Ultimii ani
la 12 iunie 1940 Zolmen Rozental a fost arestat, iar la 18 ianuarie 1941 a fost condamnat la 8 ani de lagăre, ca participant activ al "curentuilui burghezo-naționalist al sionismului", iar apoi i s-au mai adăugat încă 6 ani de lagăre la Ozernîi în regiunea Arhanghelsk. Soția și cele două fiice au fost expulzate din oraș  și trimise în Siberia. 
A revenit grav bolnav la Chișinău în anul 1954 după reabilitare, a lucrat într-un atelier de croitori într-o suburbie a orașului, decedând după 5 ani (conform unor surse la Telenești). A fost reabilitat post-mortem prin hotărârea procurorului RSSM din 5 iunie 1989.
Încă în timpul vieții la Ierusalim a apărut o culegere de basme pentru copii (1940), schițe și nuvele (Tel-Aviv, 1949) în traducere în  ebraică. Au urmat traduceri în ebraică ale Căpriței minunate (Tel- Aviv, 1960), și o ediție bilingvă ebraică-idiș de Opere alese, redactată de Boris Sandler.

## Viața personală
Zolmen Rozental a fost căsătorit cu Berta Rozental, născută Fuchs (1902-1957), de profesie cântăreață de operă.
. 
O fiică a lor, Zitta Zalmanovna Rozental (n.1933) căsătorită Goldlager, a fost pianistă, concertmaistru si pedagog muzical, conferențiar la Institutul de arte Gavril Muzicescu din Chișinău
.
Nepotul lui Zolmen Rozental este pictorul Zalman Galicinski - organizatorul centrului informațional de ajutor victimelor antisemitismului din Israel - prima organizațiw, care și-a propus să atragă atenția asupra incidentelor antisemite în Israel.

## Cărți

### înlimba idiș
- ךלידעלע (Lidălăh — Cântece pentru copii), Dos naie lebn: Odesa, 1918.
- דאָס װוּנדער-ציגל (Dos vunder țigl— Căprița minunată), Odesa, 1919.
- אונטער אליהוס בױם (Untăr Eliohus boim— Sub copacul lui Ilie), Odesa, 1919.
- דאָס נײַע לעבן (Dos naie lebn— Viață nouă, nuvele), Odesa, 1919.
- דער שװאַרצבאָרד-פּראָצעס: פּאַריז 1926 — *אָקטאָבער 1927 (Der Șvarțbord proțes — Procesul Șvarțbard: Paris, 1926 — oct. 1927), ediția II, Undzăr Țait: Chișinău, 1927.
- פֿון מײַן הײם (Fun Main Heim—  Din casa mea. Nuvele), S. Rozenștroih: Chișinău, 1936.
- אונדזער לאַנד: רעפּאָרטאַזשן (Undzăr land — Pământul meu: reportaje), Fraint Fun Idișn Buh (Tipografia S. Rozenștroih): Chișinău, 1938.
- געקליבענע װערק (Gheklibene verk /mivhar ktavim —opere alese, idiș și ebraică), sub redacția lui Boris Sandler, M. Kotik și Ia. Mazor, Igud Olami LeIehudei Бesarabia: Тel- Aviv, 1997.

### Culegeri de folclor
- Șirei-Аm (Cântece populare), v Reșumot, Тel Aviv, 1919.
- Șirei-Аm (Cântece populare), v Reșumot II, Тel Aviv, 1927.

### în  ebraică
- הרשלי וחלומו (Hershele vehalomó - Herșele si visul său - Aventurile lui Herșălă din Оstropol), «Тarbut în Basarabia», tipografia «Tehnic» — M. Dector: Chișinău, 1939.
- חליפה למתנה (Halifá lemataná — Un costum în dar, povestiri pentru copii), «Tarbut»: Chișinău, 1939.
- Nаhum Boréah (Nаhum fuge), Ierusalim, 1940.
- Аnașim u-Rgavim (Oameni și bulgări: schițe și nuvele), Tel Aviv, 1949.
- גדי הפלאות (Gdi HаPlaot — Ieduțul fermecat), Iavna: Тel Aviv, 1960.